# 콜로라도 컨벤션 센터
콜로라도 컨벤션 센터(Colorado Convention Center)는 미국 콜로라도주 덴버에 위치한 컨벤션 센터이다.